# Minicia candida
Minicia candida là một loài nhện trong họ Linyphiidae.
Loài này thuộc chi Minicia. Minicia candida được J. Denis miêu tả năm 1946.